# Balneario La Florida
El balneario La Florida es un predio municipal destinado a usufructuar la ribera oeste del río Paraná desde la cabecera del Puente Rosario-Victoria hasta el parque Alem en la zona norte de la ciudad de Rosario (Argentina). Construido cerca de 1940, se extiende por casi 4 km ofreciendo hoy todas las comodidades necesarias para gozar de la plaza y el sol. Es parte constituyente del llamado Barrio La Florida y Barrio Alberdi, que a su vez pertenece al antiguo Pueblo Alberdi, a orillas del río Paraná.
Los rosarinos veranean en esta zona desde fines del siglo XIX. Se accede al mismo por la llamada Av. Costanera Norte, a cuyo margen se observa un imponente paisaje de colosales chalets antiguos y contemporáneos, rodeados de suntuosos jardines, propiedad de las familias adineradas de la ciudad. Presenta zonas claramente diferenciadas a medida que se lo recorre de sur a norte, encontrando primero las bajadas náuticas y playas privadas de los clubes ribereños; luego se emplaza la zona más popular y actualmente la única que mantiene su acceso gratuito, a la que se accede mediante una bajada artificial que corta la barranca original, en la cual se construyó la tradicional avenida Bajada Puccio.
Luego se llega a un balneario concesionado que cuenta con una extensa playa de arena, arcos para la práctica de fútbol, servicio de limpieza en forma permanente, duchas (agua fría/caliente) y baños, tres bares de playa y un minimercado, sector de río debidamente señalizado con boyas para bañarse, y un estacionamiento en el lateral norte con una capacidad para quinientos automóviles. Dispone de servicio de emergencias con consultorio, médico y ambulancia; además de una lancha equipada con motor fuera de borda destinada al salvamento acuático, personal de guardavidas debidamente habilitado y seguridad privada.
Finalmente llegando a la cabecera del Puente Rosario-Victoria se accede al sector de Costa Alta, espacio público sobre la ribera recuperado recientemente ya que durante años fue inaccesible para los vecinos de la ciudad. Consiste en un camino peatonal de seis cuadras de largo que parte desde la Bajada Escauriza al que se lo conoce como Paseo del Caminante y presenta además un muelle estático que se interna 50 m en el Paraná, dicho muelle se halla destinado a las embarcaciones de alquiler que se dirigen a las islas aledañas y con capacidad para que operen simultáneamente cuatro embarcaciones de mediano porte. Hay instalado también un ascensor panorámico con capacidad para treinta personas que no sólo permite el ascenso y descenso al sector del Paseo del Caminante y del muelle, sino que hace las veces de mirador privilegiado de la ciudad, del río y las islas.El balneario fue una de las sedes oficiales de Los Juegos Suramericanos de Playa 2019, cuarta edición, que se desarrollaron del 14 al 23 de marzo de 2019 en la ciudad.